# جمعية الرياضيات النرويجية
الجمعية الرياضياتية النرويجية ( (بالنرويجية: Norsk matematisk forening)‏ NMF هو مجتمع متخصص لعلماء الرياضيات. تأسست في عام 1918، مع انتخاب كارل ستورمر كأول رئيس لها. تنظم الجمعية الرياضياتية النرويجية مسابقات في الرياضيات وندوة أبيل السنوية وتمنح أيضًا جائزة فيجو برون لعلماء الرياضيات النرويجيين الشباب لأبحاثهم المتميزة في الرياضيات، بما في ذلك الجوانب الرياضية لتكنولوجيا المعلومات والفيزياء الرياضية والتحليل العددي والعلوم الحسابية. الفائز بجائزة 2018 كان Rune Gjøringbø Haugseng. وهو عضو في المجلس الدولي للرياضيات الصناعية والتطبيقية ويوفر اللجنة الوطنية النرويجية في الاتحاد الدولي للرياضيات.

## الرؤساء السابقون
|    | في المنصب    | الاسم                 |
| -- | ------------ | --------------------- |
| 1  | 1918-1925    | كارل ستورمر           |
| 2  | 1925-1928    | ألف جولدبرج           |
| 3  | 1928-1935    | بول هيجارد            |
| 4  | 1935-1946    | إنجبريجت جوهانسون     |
| 5  | 1946-1951    | جوناس إي فيلدستاد     |
| 6  | 1951-1953    | فيجو برون             |
| 7  | 1953-1959    | رالف تامبس ليتشي      |
| 8  | 1960-1966    | كارل ايجيل اوبيرت     |
| 9  | 1967-1971    | ينس إريك فينستاد      |
| 10 | 1972-1974    | لكل هولم [الإنجليزية] |
| 11 | 1975-1982    | إيرلينج ستورمر        |
| 12 | 1983-1985    | داج نورمان            |
| 13 | 1985-1988    | بيرنت أوكسيندال       |
| 14 | 1989-1991    | راجني بيني            |
| 15 | 1991-1995    | جير إلينجزرود         |
| 16 | 1995-2000    | بنت بيركلاند          |
| 17 | 2000-2003    | داج نورمان            |
| 18 | 2003-2007    | كريستيان سيب          |
| 19 | 2007-2011    | برينجولف أورين        |
| 20 | 2011-2015    | سيجموند سيلبرج        |
| 21 | 2015-2019    | بيتر أندرياس بيرج     |
| 23 | 2019-2023    | هانز مونتي كاس        |
| 23 | منذ عام 2023 | بيورن دونداس          |

## الاعضاء الفخريون
انتخبت الجمعية عضوين فخريين: كارل ستورمر (انتخب في 22 فبراير 1949) وفيجو برون (انتخب في 30 مايو 1974). 

## انظر ايضا
- قائمة الحاصلين على جائزة أبيل
- ميدالية فيلدز
- الجمعية الرياضياتية الألمانية
- جمعية الرياضيات الأوروبية

## الروابط الخارجية
- الموقع الرسمي